# Acacia suaveolens
Acacia suaveolens é uma espécie de leguminosa do gênero Acacia, pertencente à família Fabaceae.